# وكفيلد (باركشير)
وكفيلد (بالإنجليزية: Wokefield)‏ هي قرية و أبرشية مدنية تقع في المملكة المتحدة في إنجلترا.